# Eberhard Müller (Amtmann)
Eberhard Christian Friedrich Müller (* um 1792 in Aerzen; † 27. Dezember 1861 in Hannover) war ein deutscher Verwaltungsjurist.

## Leben
Eberhard Müller war Sohn des hannoverschen Amtsmanns Müller im Amt Aerzen. Er studierte ab 1810 Rechtswissenschaften an der Universität Göttingen. Nach einer Studienunterbrechung durch die Befreiungskriege kehrte er 1813 zunächst nach Göttingen zurück und wechselte dann Ende 1814 an die Universität Heidelberg. In Göttingen wurde er Mitglied des Corps Hannovera und in Heidelberg Mitglied des Corps Guestphalia I. Nach dem Studium trat er in den Verwaltungsdienst des Königreichs Hannover ein und war zuletzt Amtmann im Amt Dannenberg in Dannenberg (Elbe).